# Pilumnus dasypodus
Pilumnus dasypodus är en kräftdjursart som beskrevs av Kingsley 1879. Pilumnus dasypodus ingår i släktet Pilumnus och familjen Pilumnidae. Inga underarter finns listade i Catalogue of Life.